# Tập đoàn quân số 6 (Đức Quốc Xã)
Tập đoàn quân đoàn số 6 (tiếng Đức: Armeeoberkommando 6, viết tắt 6. Armee/AOK 6) là một đại đơn vị của Quân đội Đức Quốc xã. Từng là một trong những đại đơn vị thiện chiến nhất của Đức Quốc xã, nhưng dấu ấn được biết nhiều nhất của tập đoàn quân này lại là thất bại thê thảm tại trận Stalingrad, dẫn đến bước ngoặt quan trọng khởi đầu sự thất bại chiến lược của Đức Quốc xã tại Mặt trận phía Đông.

## Hình thành
Tiền thân của Tập đoàn quân đoàn số 6 là Tập đoàn quân số 10 được thành lập ngày 26 tháng 8 năm 1939, trên cơ sở tập hợp từ các sư đoàn lục quân ở vùng Thượng Silesia. Ngay khi thành lập, Tập đoàn quân số 10 được đặt dưới quyền tư lệnh của Thượng tướng Pháo binh Walter von Reichenau, trực thuộc biên chế của Cụm tập đoàn quân Nam (Heeresgruppe Süd) để chuẩn bị cho Cuộc tấn công Ba Lan. Cuộc chiến kết thúc một cách nhanh chóng với thất bại của người Ba Lan. Tư lệnh tập đoàn quân, tướng von Reichenau được thăng hàm Đại tướng.

## Mặt trận phía Tây
Sau thắng lợi nhanh chóng tại Ba Lan, ngày 10 tháng 10 năm 1939, Tập đoàn quân số 10 được đổi phiên hiệu thành Tập đoàn quân số 6 và được chuyển thuộc sang Cụm tập đoàn quân B (Heeresgruppe B) vừa được thành lập. Nhiệm của tập đoàn quân lúc này mới chỉ là đảm trách hệ thống phòng thủ phía tây của Đức chống lại các cuộc tấn công của Anh và Pháp trong Cuộc chiến tranh kỳ quặc.
Ngày 10 tháng 5 năm 1940, Chiến dịch phía Tây (Westfeldzug) nổ ra, Tập đoàn quân số 6 với binh lực 5 quân đoàn bộ binh, 2 sư đoàn thiết giáp và một binh đoàn SS cơ giới, chiến đấu trong đội hình của Cụm Tập đoàn quân B, có nhiệm vụ tiến qua Vùng Đất Thấp và dụ chủ lực Đồng Minh tiến lên nghênh chiến. Lực lượng của Tập đoàn quân số 6 đã vượt sông Meuse, rồi băng qua phía tây của phòng tuyến Maastricht (Liège and Maastricht) và kênh đào Albert, phối hợp với lực lượng lính dù công phá pháo đài Eben-Emael, Liège, và Namur trong Trận nước Bỉ, xuyên thủng phòng tuyến Dyle. Sau đó, tập đoàn quân tham gia chiến dịch công chiếm nước Pháp, kết thúc với thắng lợi công phá Paris. Sau khi Chiến dịch phía Tây kết thúc, tập đoàn quân được điều động sang thuộc biên chế Cụm tập đoàn quân A, chịu trách nhiệm phòng thủ cánh Bắc eo biển Normandy vào tháng 7 năm 1940. Với chiến tích trong Chiến dịch phía Tây, Tư lệnh tập đoàn quân, tướng von Reichenau được thăng hàm Thống chế (Generalfeldmarschall) cùng với 11 tướng lĩnh khác.

## Mặt trận phía Đông

### Chiến dịch Barbarossa
Cuối tháng 4 năm 1941, Tập đoàn quân số 6 được chuyển tới Ba Lan, thuộc biên chế Cụm tập đoàn quân Nam. Ngày 22 tháng 6 năm 1941, tập đoàn quân cùng đội hình Cụm tập đoàn quân Nam tấn công vào Liên Xô theo hướng Ukraina. Sau trận chiến biên giới ở Galicia và Volhynia, Tập đoàn quân số 6 đã phá vỡ Phòng tuyến Stalin vào tháng 7 năm 1941, dồn các đơn vị Hồng quân về hướng sông Dnepr. Giữa tháng 8 và tháng 9 năm 1941, tập đoàn quân đã tham gia trận chiến bao vây Kiev. Tháng 10 năm 1941, tập đoàn quân đã chiến đấu trong các trận chiến ác liệt tại Kharkov và Belgorod. Mặc dù thu được những chiến tích to lớn, nhưng cũng như trên toàn mặt trận Xô - Đức, sự kháng cự ngoan cường của Hồng quân Liên Xô đã khiến cho ý đồ của quân Đức không thể đạt được mục đích hủy diệt hoàn toàn lực lượng chủ lực của Hồng quân Liên Xô.

## Chiến cuộc 1942
Sau những cuộc giao chiến mùa đông năm 1941, trong khi chuẩn bị cho cuộc chiến xuân hè năm 1942, Thống chế Reichenau đã chết đột ngột sau một cơn đau tim. Mùa hè năm 1942, Tập đoàn quân số 6 tiếp tục những trận chiến mới với vị tân tư lệnh, đồng thời cũng là cựu tham mưu trưởng của tập đoàn quân, tướng Friedrich Paulus. Với những thắng lợi lớn trong trận Kharkov, tập đoàn quân đã loại khỏi vòng chiến hơn 20 vạn binh sĩ Hồng quân Liên Xô.

### Trận Stalingrad

Bản đồ phản kích của Hồng quân tại Stalingrad
German front, 19 November
German front, 12 December
German front, 24 December
Soviet advance, 19–28 November

Theo kế hoạch mang mật danh Chiến dịch Blau (Fall Blau), Tập đoàn quân số 6 được chuyển thuộc về Cụm tập đoàn quân B, được đích thân Hitler giao nhiệm vụ làm lực lượng tiến công chủ lực của quân Đức ở phía Nam, trên hướng sông Don và sông Volga, tiến chiếm các mỏ dầu ở Baku và thành phố Stalingrad, một trung tâm công nghiệp sản xuất nông trang, xe tăng, thiết bị lọc dầu, tàu chiến, súng đạn,... lớn của Liên Xô. Ngày xuất quân của tập đoàn quân này vào Stalingrad đúng vào ngày kỉ niệm 1 năm chiến dịch Barbarossa của Quân đội Đức Quốc xã (22 tháng 6 năm 1942). Sau những thắng lợi to lớn trên hướng Kalach - Ostrovsky - Kljetzkaja, ngày 23 tháng 8, tập đoàn quân đã tiến đến vùng ngoại ô của thành phố Stalingrad.
Sau một thời gian ngắn nghỉ ngơi và chuẩn bị, ngày 13 tháng 9 năm 1942, Tập đoàn quân số 6 bắt đầu cuộc tấn công vào thành phố đang bị vây hãm. Mặc dù nhanh chóng chiếm được hầu hết thành phố và dồn lực lượng phòng thủ ở đây gồm tập đoàn quân 62 và 64 Hồng quân đến sát bờ sông Volga, nhưng quân Đức vẫn không thể chiếm lĩnh được hoàn toàn thành phố và tiêu diệt lực lượng Hồng quân ở đây, dù phải trả giá bằng những tổn thất rất nặng nề.

### Cái bóng sau trận Stalingrad
Ngày 19 tháng 11, 1942, Bộ tư lệnh tối cao Hồng quân Liên Xô mở Chiến dịch Uranus, một cuộc tấn công quy mô lớn vào hai bên cánh sườn của quân Đức. Gọng kìm Bắc tiến đến sông Don còn gọng kìm Nam, được tiến hành ngày hôm sau, tiến đến phía Nam thành phố. Quân Rumani bảo vệ hai bên sườn của quân Đức lập tức bị đánh tan rã, và vào ngày 23 tháng 11, cả hai gọng kìm gặp nhau tại thị trấn Kalach-na-Donu, coi như bao vây Tập đoàn quân 6 Đức. Do Paulus không được phép rút lui mà lệnh tử thủ đến cùng để giữ chân càng nhiều Hồng quân càng tốt, ngày 12 tháng 12, quân Đức tiến hành Chiến dịch Bão Mùa đông (Wintergewitter) nhằm giải vây, song thất bại hoàn toàn. Từ ngày 31 tháng 1 đến ngày 2 tháng 2, 1943, quân Đức cuối cùng đầu hàng. Trong cùng, quân Đức chịu 147,200 thương vong và hơn 91,000 người bị bắt sống, bao gồm Paulus(lên chức Thống chế ngày 30 tháng 1), 24 vị tướng và 2,500 sĩ quan dưới quyền. Chỉ có 5,000 lính Đức là sống sót trở về sau cuộc chiến.

## Các đời chỉ huy

### Tư lệnh
- Thượng tướng Pháo binh Walter von Reichenau: 26 tháng 8, 1939 - 1 tháng 1, 1942 (thăng Đại tướng 1 tháng 10, 1939; Thống chế 19 tháng 7, 1940)
- Thượng tướng Thiết giáp Friedrich Paulus: 5 tháng 1 năm 1942 - 31 tháng 1, 1943 (thăng Đại tướng 30 tháng 11, 1942; Thống chế 30 tháng 1, 1943)
- Thượng tướng Bộ binh Karl-Adolf Hollidt: 6 tháng 3 - 22 tháng 11 năm 1943 (thăng Đại tướng 1 tháng 9, 1943)
- Thượng tướng Pháo binh Maximilian de Angelis: 22 tháng 11- 19 tháng 12 năm 1943
- Đại tướng Karl-Adolf Hollidt: 19 tháng 12 năm 1943 - 25 tháng 3 năm 1944
- Thượng tướng Thiết giáp Sigfrid Henrici: 25 tháng 3 - 8 tháng 4 năm 1944
- Thượng tướng Pháo binh Maximilian de Angelis: 8 tháng 4 - 17 tháng 7 năm 1944
- Thượng tướng Pháo binh Maximilian Fretter-Pico: 17 tháng 7 - 23 tháng 12 năm 1944
- Thượng tướng Thiết giáp Hermann Balck: 23 tháng 12 năm 1944 - 8 tháng 5 năm 1945

### Tham mưu trưởng
- Thiếu tướng Friedrich Paulus: 26 tháng 8, 1939 - 3 tháng 9, 1940
- Đại tá Ferdinand Heim: 3 tháng 9 năm 1940 - 15 tháng 3, 1942 (thăng Thiếu tướng 1 tháng 2 năm 1942)
- Đại tá Arthur Schmidt: 15 tháng 3 năm 1942 – 3 tháng 2, 1943 (thăng Thiếu tướng 1 tháng 6 năm 1942; Trung tướng 17 tháng 1 năm 1943)
- Thiếu tướng Walther Wenck: 6 tháng 3 - 10 tháng 3 năm 1943
- Thiếu tướng Max Hermann Bork: 10 tháng 3 năm 1943 - 15 tháng 4 năm 1944
- Đại tá Helmuth Voelter: 20 tháng 4 - 9 tháng 8 năm 1944 (thăng Thiếu tướng 1 tháng 7 năm 1944)
- Thiếu tướng Ludwig Heinrich Gaedcke: 15 tháng 8 năm 1944 - 8 tháng 5 năm 1945

## Biên chế đơn vị chủ lực

### Tháng 10 năm 1939
- Quân đoàn bộ binh III
- Quân đoàn bộ binh VI
- Quân đoàn bộ binh XXIII
- Sư đoàn bộ binh số 3
- Sư đoàn bộ binh số 17
- Sư đoàn bộ binh số 23
- Sư đoàn sơn cước số 3

### Tháng 5 năm 1940
- Quân đoàn bộ binh IV
- Quân đoàn bộ binh VI
- Quân đoàn bộ binh XI
- Quân đoàn bộ binh XXVII
- Quân đoàn bộ binh XXXX
- Sư đoàn thiết giáp số 3
- Sư đoàn thiết giáp số 4
- Binh đoàn SS-Verfügungstruppe (tương đương sư đoàn)

### Tháng 6 năm 1941
- Quân đoàn bộ binh III
- Quân đoàn bộ binh XVII
- Quân đoàn bộ binh XXIX
- Quân đoàn bộ binh XXXXIV
- Quân đoàn bộ binh XXXXVIII
- Quân đoàn bộ binh LV
- Sư đoàn khinh binh số 99

### Tháng 7 năm 1942
- Quân đoàn bộ binh VIII
- Quân đoàn bộ binh XVII
- Quân đoàn bộ binh XXIX
- Quân đoàn bộ binh XXXX
- Quân đoàn bộ binh LI

### Tháng 2 năm 1943
- Quân đoàn bộ binh IV
- Quân đoàn bộ binh VIII
- Quân đoàn bộ binh XI
- Quân đoàn bộ binh XIV
- Quân đoàn bộ binh LI
- Sư đoàn thiết giáp số 14

### Tháng 4 năm 1943
- Quân đoàn bộ binh XVII
- Quân đoàn bộ binh XXIV
- Quân đoàn bộ binh XXIX
- Sư đoàn bộ binh số 17
- Sư đoàn bộ binh số 79
- Sư đoàn thiết giáp số 23

### Tháng 6 năm 1944
- Quân đoàn bộ binh VII
- Quân đoàn bộ binh XXXXIV
- Quân đoàn bộ binh LII
- Quân đoàn bộ binh XXX
- Sư đoàn thiết giáp số 3
- Sư đoàn thiết giáp số 13

### Tháng 2 năm 1945
- Quân đoàn kỵ binh I
- Quân đoàn SS IV
- Quân đoàn bộ binh III
- Quân đoàn bộ binh II Hungary